# Бадар
Бадар (бур. Бадаар — «моховой ельник») — село в Тулунском районе Иркутской области России. Административный центр Евдокимовского муниципального образования.

## География
Село находится на расстоянии примерно 19 км к югу от города Тулун, административного центра района.

## Население
| 2002 | 2010 | 2011 | 2012 |
| ---- | ---- | ---- | ---- |
| 744  | ↘612 | ↘610 | ↘608 |

### Половой состав
По данным Всероссийской переписи населения 2010 года, в селе проживало 612 человек (289 мужчин и 323 женщины).